# Reyerita
La reyerita és un mineral de la classe dels silicats, que pertany i dona nom al grup de la reyerita. Rep el nom en honor d'Eduard Reyer (Salzburg, Imperi austríac, 16 de maig de 1849 - Jena, Àustria-Hongria, 11 de juliol de 1914), geòleg.

## Característiques
La reyerita és un silicat de fórmula química (Na,K)₂Ca14(Si,Al)24O58(OH)₈·6H₂O. Cristal·litza en el sistema trigonal. La seva duresa a l'escala de Mohs es troba entre 3 i 4.
Segons la classificació de Nickel-Strunz, la reyerita pertany a «09.EE - Fil·losilicats amb xarxes tetraèdriques de 6-enllaços connectades per xarxes i bandes octaèdriques» juntament amb els següents minerals: bementita, brokenhillita, pirosmalita-(Fe), friedelita, pirosmalita-(Mn), mcgillita, nelenita, schal·lerita, palygorskita, tuperssuatsiaïta, yofortierita, windhoekita, falcondoïta, loughlinita, sepiolita, kalifersita, gyrolita, orlymanita, tungusita, truscottita, natrosilita, makatita, varennesita, raïta, intersilita, shafranovskita, zakharovita, zeofil·lita, minehil·lita, fedorita, martinita i lalondeïta.

## Formació i jaciments
Va ser descoberta a Niaqornat, a la península de Nuussuaq (Avannaata, Groenlàndia). També ha estat descrita a França, Escòcia, Polònia i als estats de Carolina del Nord i Virgínia dels Estats Units.